# Блок, Нили
Нили Блок (ивр. נילי בלאק‎) — израильская спортсменка, выступающая в кикбоксинге и тайском боксе. Родилась 16 января 1995 года. Четырёхкратная чемпионка мира по тайскому боксу и двукратная чемпионка мира по кикбоксингу, представляющая Израиль.

## Ранние годы
Родилась в Балтиморе, штат Мэриленд, США, шестым ребёнком в еврейской семье. Отец — стоматолог, мать — домохозяйка. Нили описывает себя как «традиционную» или «соблюдающую» еврейку, придерживающуюся кашрута и соблюдающую шаббат. Возит с собой на соревнования кошерную еду. Когда Нили было два года, её семья репатриировалась в Израиль. Они поселились и живут в религиозном районе Рамат Бейт-Шемеш в городе Бейт-Шемеш. Её мать, Рина, стала офицером-добровольцем в пограничной полиции МАГАВ.
В 11 лет Нили начала представлять Израиль на международных соревнованиях в составе израильской женской сборной по футболу, играющей под американским флагом. В 2012 году бросила футбол, чтобы полностью сосредоточиться на единоборствах.
В 2013 году, учась в 12-м классе женской религиозной школы, Нили одолела сотни других девушек на 10-километровой дистанции иерусалимского марафона.
Поскольку её спорт не поддерживается олимпийским бюджетом, Нили убирает дома и доставляет газеты, чтобы оплатить свои поездки и тренировки.

## Карьера в кикбоксинге и тайском боксе
Когда ей было 10 лет, мать (на тот момент служившая в МАГАВ и занимавшаяся тайским боксом) посоветовала Нили научиться кикбоксингу для самообороны. Нили занялась тайским боксом и кикбоксингом; она тренировалась в академии кикбоксинга стадиона Тедди в Иерусалиме.
На протяжении всей карьеры её тренером остаётся Бенни Коган, тренер израильской национальной сборной по кикбоксингу и тайскому боксу; её также тренирует Эдди Юсупов.
После призыва в Армию обороны Израиля была признана «выдающейся спортсменкой», что позволило ей проходить военную службу по специальной программе, дающей ей возможность участвовать в международных соревнованиях по кикбоксингу.
В 2012 году стала чемпионкой мира в наилегчайшей весовой категории (50,5-53,5 кг) на 10-м чемпионате среди любителей/профессионалов по тайскому боксу в Бангкоке (Таиланд).
В мае 2015 года, учась в 12 классе, Блок завоевала золотую медаль в своей возрастной категории на XIX чемпионате мира по кикбоксингу в категории от 52 до 56 килограммов в Венгрии.
В октябре 2015 года Блок выиграла золотую медаль на чемпионате мира по кикбоксингу в Белграде (Сербия), в старшей весовой категории до 60 кг (132 фунта). Она сказала: «Это такое приятное чувство <…> это такое особенное чувство — стать для мира символом, будучи еврейкой и израильтянкой. Они не ожидали, что, представляя такую маленькую страну, я выиграю. Кто бы мог подумать?». В том же году Федерация неолимпийских спортивных состязаний Израиля (Айелет) назвала её спортсменкой года.
В 2016 году, в возрасте 20 лет, она выиграла 17-й чемпионат мира Международной федерации ассоциаций тайского бокса (IFMA), в категории 60 кг, в Йёнчёпинге (Швеция).
В мае 2017 года Нили Блок защитила титул чемпионки мира, снова заработав золотую медаль на чемпионате мира по тайскому боксу в Минске в категории 60 кг, где она одержала в финале победу над россиянкой Анастасией Непианиди.
В июле 2017 года завоевала бронзовую медаль по тайскому боксу на Всемирных играх во Вроцлаве (Польша), став третьей среди женщин до 60кг.
В октябре 2017 года Блок выиграла золотую медаль на чемпионате Европы по тайскому боксу в весовой категории до 60 кг среди женщин в Париже (Франция).
В 2018 году снова завоевала золотую медаль, выиграв чемпионат мира по тайскому боксу в весовой категории до 60 кг в Канкуне (Мексика). На пути к финалу одолела соперниц из Швеции, Турции, Беларуси и хозяйки турнира — Мексики.
9 февраля 2024 года Нили Блок победила на турнире в Париже, одолев бельгийку Элен Коннар, обладательницу пояса ISKA Oriental.